# Heinrich Günther Gottfried von Bosse
Heinrich Günther Gottfried von Bosse (* 19. November 1680 in Clausthal; † 6. Dezember 1755, Berlin) war ein preußischer Generalleutnant, Chef des Garnisonsregiments Nr. 6 und Amtshauptmann von Usedom, Ueckermünde, Stolpe und Verchen.

## Leben

### Herkunft
Sein Vater war der bekannte herzoglich braunschweigische Ingenieurleutnant Nikolaus Bosse (21. Februar 1640–1695) aus Eisleben. Heinrich Bosse kam zunächst als Gemeiner in die preußische Armee und kämpfte im Spanischen Erbfolgekrieg. In der Schlacht von Malplaquet wurde Bosse verwundet, dazu kämpfte er bei den Belagerungen von Béthune, Aire-sur-la-Lys usw.

### Militärlaufbahn

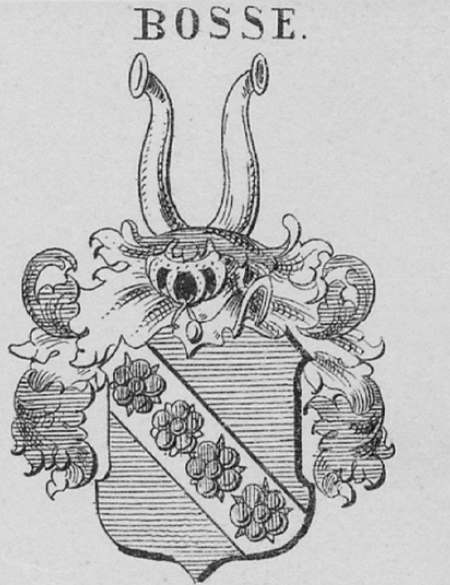
Wappen Heinrich Günther Gottfried von Bosse

Bosse diente sich hoch und wurde 1718 Kapitän im Infanterieregiment „Prinz Leopold“. Am 12. Januar 1732 wurde er zum Oberstleutnant im Infanterieregiment „von Glaubitz“ ernannt, dazu zum Amtshauptmann von Usedom, Uckermünde, Stolpe und Verchen. Er nahm auch am Rheinfeldzug von 1734 teil. Am 29. Mai 1743 wurde er vom Oberst zum Generalmajor befördert. Während des Zweiten Schlesischen Krieges kämpfte er unter Fürst Leopold von Anhalt. Nach der Einnahme von Leipzig wurde er zum Kommandanten der Stadt ernannt. Am 24. Mai 1747 wurde Bosse zum Generalleutnant befördert. Im Dezember 1750 wurde er Chef des Garnisonsregiments „von Lehmann“, dazu erhielt er die Kommandantenstelle in Kosel. Im Dezember 1753 konnte er mit einer Pension von 3000 Talern in den Ruhestand gehen und starb am 6. Dezember 1755.
Bosse galt als guter Ingenieur, befestigte viele Orte und arbeitete auch im Bergwerkswesen. Für seine Verdienste wurden er und sein Bruder, der Festungsingenieur Hans Martin von Bosse († 9. Dezember 1718), in den Adelsstand erhoben.

### Familie
Heinrich Günther Gottfried von Bosse war Stammvater des späterhin in Sachsen und Schlesien blühenden Adelsgeschlechts von Bosse. Er war mit Maria Isabella Margaretha von Eckhart verheiratet. Ein gemeinsamer Sohn war Friedrich Leopold, der ebenfalls preußischer Generalleutnant wurde. Ein weiterer Sohn war der Kriegs- und Domänenrat Carl Christian von Bosse (1725–1763).

### Wappen
Schild: Blau mit weißem Schrägrechtsbalken, belegt mit 4 Rosen.

Helm: zwei Büffelhörner.

Decken: Blau und weiß.